# Mišolovka (drama)
Mišolovka (izdan 1952.) je drama Agathe Christie. Mišolovka je i do danas najduže neprekidno igrano djelu u povijesti kazališta. Iako stara preko 50 godina još se i danas izvodi i nije izgubila svoju popularnost. 
Mišolovka je najduže neprekidno igrana predstava u povijesti kazališta. Na sceni je neprekidno više od pedeset godina. Premijerno je izvedena 25. studenog 1952. u londonskom Ambasadors theateru, postala je svjetski fenomen kao najduže u kontinuitetu igrana kazališna predstava svih vremena. 1973. godine iz Ambasadors theatera seli se u St. Martin's Theatre u Londonskom West End-u gdje se igra i dan danas. Mišolovka je uspješno postavljena i na beogradskoj sceni.
Mišolovku, čiji je prvi naziv bio Tri slijepa miša, Agatha Christie je napisala 1947., kao radio dramu u trajanju od 30 minuta, povodom 80. rodendana kraljice Mary. Komad je postavljen na kazališnu scenu one godine kada je Elizabeta II. stupila na prijestolje.

## Radnja
Mladi bračni par zablokiran je mećavom na svom imanju s još četiri gosta, i slučajnim prolaznikom koji se dovezao automobilom. Narednik Trotter doskija do njih i govori im da je ubojica na slobodi i da dolazi. Kada se ubojstvo zbilja dogodi svi posumnjaju na Cristophera Wrena, no na kraju zaključe da ubojica može biti baš bilo tko. Na kraju Trotter namješta zamku za jednog od ukućana.